# Лангдок-Русијон
Лангдок-Русијон (фр. Languedoc-Roussillon, окситански: Lengadòc-Rosselhon; каталонски: Lenguadoc-Rosselló) је бивши регион у Француској који се састојао од пет департмана. Регион је обједињавао департмане који су настали из старих историјских провинција Лангдок и Русијон.

## Историја
Ово подручје су Римљани покорили у првом веку п. н. е. У петом веку то подручје су заузели прво Вандали, а касније Визиготи. Визиготи су владали тим подручјем као и деловима Шпаније до напада Мавара 719. године. Регион Лангдок је променио више владара у 500 годишњем периоду, да би коначно био прикључен краљевини Француској 1271. године. Пиринејским уговором Русијон је прикључен Француској 1659. године. У средњем веку ово подручје је било велико бојиште верских ратова.

## Администрација
Од локалних избора 2004. године на власти је Социјалистичка партија на челу са Жорж Фрешом (Georges Frêche) која има 43 посланичких места у регионалном већу. Унија за народни покрет (Union pour un mouvement populaire) има 16 посланичких места, а екстремно десни ФН 8 места.

## Политика
Политика у региону Лангдок-Русијон је дуги низ година обележена супарништвом између две особе: Жак Бланса (Jacques Blanc, који је председавао регионалним парламентом осамнаест година) и Жорж Фреша (Georges Frêche), његовог противника из Социјалистичке партије, који га је наследио 2004. године.
Регион је доживео велике промене од ступања Жоржа Фреша на власт. Застава и грб који су симболизовали старе провинције су промењени. Нова власт је покренула и кампању мењања имена региона из Лангдок-Русијон у Септеманија (Septimanie), како би се уклонило дугогодишње супарништво између Лангдока и Русијона и јаче ујединио регион. Име Септеманија је кориштено за ово подручје још за вријеме Римског царства. Тешко је установити хоће ли до ове промене доћи, јер ово име није кориштено још од 9. века.
У русијонском делу региона је врло изражен каталонски национализам, чије се присталице боре за осамостаљивање департмана Источни Пиринеји у самостални регион Француске. Нови регион би се највероватније звала Сјеверна Каталонија (каталонски: Catalunya Nord), али вероватноћа да се ово оствари је врло мала.

## Географија
Регион се на југу граничи са Шпанијом и Средоземним морем (Лионски залив), и са следећим француским регионима: Прованса-Алпи-Азурна обала, Рона-Алпи, Оверња, Средишњи Пиринеји. Регион је географски веома разноврстан: у њему се налазе Пиринеји, а протиче и река Рона.

## Економија
Две најважније економске гране у региону су туризам и пољопривреда.

## Становништво
По природном прираштају овој је врло јак регион у Француској, процјењује се да ће 2030. године овај регион имати 3.100.000 становника, што је пораст од 34% у односу на 2000. годину. Овом броју увелико доприносе унутрашње миграције у Француској.